# Danmarks Befrielse 5. Maj 1945
Danmarks Befrielse 5. Maj 1945 er en dansk dokumentarfilm fra 1945.

## Handling
Private optagelser fra befrielsesdagene af Kompagniet Branner under Livgardens Styrke 02 anført af kaptajn af reserven Troels S. Branner. Kompagniet oprettes 4. maj kl. 21 og samles næste morgen kl. 6 på Klampenborghøj, klar til aktion. Kompagniets 'vært' er direktør Pade. På motorkøretøjer og cykler afmarcherer styrken mod Amalienborg for at løse opgaven: At værne om H.M. Kong Christian 10.. De første allierede korrespondenter og R.A.F.'ere modtages med jubel på Amalienborg. General Dewing og admiral Holt modtages af kongen. Der foretages en lang række anholdelser i de første dage efter befrielsen. Åbning af Rigsdagen 9. maj. Frihedskæmpernes repræsentation i Oslo 17. maj.